# Liste der Kulturgüter in Stetten AG
Die Liste der Kulturgüter in Stetten enthält alle Objekte in der Gemeinde Stetten im Kanton Aargau, die gemäss der Haager Konvention zum Schutz von Kulturgut bei bewaffneten Konflikten, dem Bundesgesetz vom 20. Juni 2014 über den Schutz der Kulturgüter bei bewaffneten Konflikten sowie der Verordnung vom 29. Oktober 2014 über den Schutz der Kulturgüter bei bewaffneten Konflikten unter Schutz stehen.
Objekte der Kategorie A sind im Gemeindegebiet nicht ausgewiesen, Objekte der Kategorie B sind vollständig in der Liste enthalten, Objekte der Kategorie C fehlen zurzeit (Stand: 1. Januar 2023). Unter übrige Baudenkmäler sind weitere geschützte Objekte zu finden, die in der Bau- und Nutzungsordnung der Gemeinde verzeichnet und nicht bereits in der Liste der Kulturgüter enthalten sind.

## Kulturgüter
| Foto |                                                                 | Objekt                                                    | Kat. | Typ | Standort                  | Beschreibung |
| ---- | --------------------------------------------------------------- | --------------------------------------------------------- | ---- | --- | ------------------------- | --- |
| BW   | Datei hochladen · Wikidata zu Bolzägete Wehranlage (Q106035857) | Mittelalterliche Wehranlage mit Halsgraben KGS-Nr.: 15802 | B    | F   | Bolzägete 664001 / 251299 | Überreste einer vermutlich mittelalterlichen Wehranlage am Ufer der Reuss. Rechteckiger Sporn mit ca. 15 Seitenlänge, der durch einen tiefen Abschnittsgraben von einer Flussterrasse getrennt wird. |

## Übrige Baudenkmäler
| ID   | Foto |                                                                           | Objekt                                                                        | Typ | Standort                                                 | Beschreibung |
| ---- | ---- | ------------------------------------------------------------------------- | ----------------------------------------------------------------------------- | --- | -------------------------------------------------------- | ------------ |
| 901  | ja   | Datei hochladen · Wikidata zu Römisch–katholische Pfarrkirche (Q55382584) | Römisch–katholische Pfarrkirche, 1881                                         | G   | Unterdorfstrasse 5 665487 / 250239                       |              |
| 902  | BW   | Datei hochladen                                                           | Pfarrhaus mit Kindergarten                                                    | G   | Unterdorfstrasse 7/9 665527 / 250262                     |              |
| 903  | BW   | Datei hochladen                                                           | Bauernhaus (Altammanhaus), 1830/40                                            | G   | Unterdorfstrasse 6 665436 / 250272                       |              |
| 904  | BW   | Datei hochladen                                                           | Bauernhaus (ehem. Strohdachhaus), 1641 Kernbau, 19. Jh. Ummauerung, 1914 Dach | G   | Unterdorfstrasse 10 665448 / 250242                      |              |
| 908  | BW   | Datei hochladen                                                           | Gasthaus Krone, spätes 19. Jh.                                                | G   | Oberdorfstrasse 1 665642 / 250278                        |              |
| 910  | BW   | Datei hochladen                                                           | Ehemaliges Bauernhaus, um 1850/60                                             | G   | Alter Postweg 2 665724 / 250254                          |              |
| 911  | BW   | Datei hochladen                                                           | Wohnhaus (alte Mühle), 16. Jh.                                                | G   | Kirchrain 7 665434 / 250180                              |              |
| 912  | BW   | Datei hochladen                                                           | Wohnhaus (alter Wohnteil), 16. Jh.                                            | G   | Kirchrain 3 665451 / 250177                              |              |
| 913A | BW   | Datei hochladen                                                           | Wegkreuz (sog. Pestkreuz), 1681                                               | K   | Kreuzung Busslingerstrasse / Kiesstrasse 665731 / 250443 |              |
| 913B | BW   | Datei hochladen                                                           | Wegkreuz (Zilegg-Kreuz), 1821                                                 | K   | Kreuzung Mellingerstrasse / Aspstrasse 665301 / 250620   |              |
| 913C | BW   | Datei hochladen                                                           | Wegkreuz, späteres 19. Jh.                                                    | K   | Mellingerstrasse (nähe Eichhof) 665166 / 250756          |              |
| 913D | BW   | Datei hochladen                                                           | Wegkreuz (Asp-Kreuz), um 1800                                                 | K   | Busslingerstrasse 665994 / 250921                        |              |
| 913E | BW   | Datei hochladen                                                           | Wegkreuz                                                                      | K   | Strasse nach Sulz 665694 / 249753                        |              |
| 913F | BW   | Datei hochladen                                                           | Wegkreuz, 1928                                                                | K   | Honert 666071 / 250195                                   |              |
| 913G | BW   | Datei hochladen                                                           | Wegkreuz, 1984                                                                | K   | bei der Teufelsbrücke 665098 / 251552                    |              |
| 913H | BW   | Datei hochladen                                                           | Wegkreuz, 1978                                                                | K   | Eggweg 665797 / 249995                                   |              |
| 914A |      | Datei hochladen                                                           | Laufbrunnen, 1860                                                             | K   | Dorfplatz                                                |              |
| 914B | BW   | Datei hochladen                                                           | Laufbrunnen, 1841                                                             | K   | Oberdorfstrasse 665778 / 250308                          |              |
| 914C | BW   | Datei hochladen                                                           | Sodbrunnen, 18./19. Jh.?                                                      | K   | Alter Postweg 665708 / 250258                            |              |
| 914D | BW   | Datei hochladen                                                           | Sodbrunnen, 18./19. Jh.?                                                      | K   | Oberdorfstrasse 665723 / 250284                          |              |

Legende: Siehe Legende der Liste der Kulturgüter von nationaler und regionaler Bedeutung. Anstelle der KGS-Nummer wird als Objekt-Identifikator (ID) die Inventar- oder Gebäudenummer in der Bau- und Nutzungsordnung der Gemeinde verwendet.